# Karate-Weltmeisterschaften 2000
Die WKF Karate-Weltmeisterschaften 2000 (englisch 15th Karate World Championships 2000) fanden vom 12. bis 15. Oktober in der Olympiahalle in München statt. An den Weltmeisterschaften nahmen insgesamt 820 Karateka aus 84 Ländern teil.

## Medaillenspiegel
| Rang | Staat                  | Gold | Silber | Bronze | Totale |
| ---- | ---------------------- | ---- | ------ | ------ | ------ |
| 1    | Frankreich             | 6    | 6      | 4      | 16     |
| 2    | Japan                  | 4    | 2      | 4      | 10     |
| 3    | Deutschland            | 2    | 2      | 2      | 6      |
| 4    | Spanien                | 1    | 3      | 3      | 7      |
| 5    | Senegal                | 1    | 1      | 0      | 2      |
| 6    | Türkei                 | 1    | 0      | 1      | 2      |
| 7    | Kroatien               | 1    | 0      | 0      | 1      |
| 7    | Niederlande            | 1    | 0      | 0      | 1      |
| 9    | Italien                | 0    | 3      | 5      | 8      |
| 10   | Iran                   | 0    | 0      | 3      | 3      |
| 11   | Jugoslawien            | 0    | 0      | 2      | 2      |
| 12   | Österreich             | 0    | 0      | 1      | 1      |
| 12   | Benin                  | 0    | 0      | 1      | 1      |
| 12   | Vereinigte Staaten     | 0    | 0      | 1      | 1      |
| 12   | Vereinigtes Königreich | 0    | 0      | 1      | 1      |
| 12   | Griechenland           | 0    | 0      | 1      | 1      |
| 12   | Peru                   | 0    | 0      | 1      | 1      |

## Ergebnisse
Kata
| Platz | Nation     | Karateka      |
| ----- | ---------- | ------------- |
| 1     | Frankreich | Michaël Milon |
| 2     | Japan      | Ryoki Abe     |
| 3     | Italien    | Luca Valdesi  |

| Platz | Nation     | Karateka          |
| ----- | ---------- | ----------------- |
| 1     | Japan      | Atsuko Wakai      |
| 2     | Frankreich | Myriam Szkudlarek |
| 3     | Italien    | Roberta Sodero    |

| Platz | Staat      |
| ----- | ---------- |
| 1     | Japan      |
| 2     | Frankreich |
| 3     | Spanien    |

| Platz | Staat      |
| ----- | ---------- |
| 1     | Frankreich |
| 2     | Japan      |
| 3     | Italien    |

Kumite
| Platz | Nation     | Karateka         |
| ----- | ---------- | ---------------- |
| 1     | Frankreich | Cécil Boulesnane |
| 2     | Italien    | Francesco Ortu   |
| 3     | Benin      | Damien Dovy      |
| 3     | Japan      | Kenichi Imai     |

| Platz | Nation             | Karateka           |
| ----- | ------------------ | ------------------ |
| 1     | Deutschland        | Lazar Boskovic     |
| 2     | Spanien            | Ángel Ramiro       |
| 3     | Frankreich         | Alexandre Biamonti |
| 3     | Vereinigte Staaten | George Kotaka      |

| Platz | Nation     | Karateka        |
| ----- | ---------- | --------------- |
| 1     | Kroatien   | Gustaff Lefevre |
| 2     | Senegal    | Fodé Ndao       |
| 3     | Iran       | Mehdi Amozadeh  |
| 3     | Frankreich | Rida Bel Lahsen |

| Platz | Nation      | Karateka         |
| ----- | ----------- | ---------------- |
| 1     | Spanien     | Iván Leal        |
| 2     | Deutschland | Fadi Chaabo      |
| 3     | Frankreich  | David Félix      |
| 3     | Italien     | Gennaro Talarico |

| Platz | Nation      | Karateka          |
| ----- | ----------- | ----------------- |
| 1     | Niederlande | Daniël Sabanovic  |
| 2     | Frankreich  | Yann Baillon      |
| 3     | Spanien     | Alejandro Arnáiz  |
| 3     | Deutschland | Thomas Nitschmann |

| Platz | Nation      | Karateka         |
| ----- | ----------- | ---------------- |
| 1     | Senegal     | Mamadou Ndiaye   |
| 2     | Frankreich  | Seydina Baldé    |
| 3     | Iran        | Mehran Behnamfar |
| 3     | Deutschland | Mark Haubold     |

| Platz | Nation       | Karateka                  |
| ----- | ------------ | ------------------------- |
| 1     | Frankreich   | Christophe Pinna          |
| 2     | Italien      | Davide Benetello          |
| 3     | Iran         | Saeid Ashtian             |
| 3     | Griechenland | Konstantinos Papadopoulos |

| Platz | Nation      | Karateka         |
| ----- | ----------- | ---------------- |
| 1     | Japan       | Hiromi Hasama    |
| 2     | Frankreich  | Nadia Mecheri    |
| 3     | Peru        | Gladys Eusebio   |
| 3     | Jugoslawien | Marijana Vićovac |

| Platz | Nation      | Karateka            |
| ----- | ----------- | ------------------- |
| 1     | Deutschland | Alexandra Witteborn |
| 2     | Italien     | Chiara Stella Bux   |
| 3     | Japan       | Mayuni Baba         |
| 3     | Jugoslawien | Slađana Mitić       |

| Platz | Nation     | Karateka         |
| ----- | ---------- | ---------------- |
| 1     | Japan      | Natsu Yamaguchi  |
| 2     | Spanien    | Gloria Casanova  |
| 3     | Frankreich | Laurence Fischer |
| 3     | Österreich | Elisabeth Fuchs  |

| Platz | Nation     | Karateka       |
| ----- | ---------- | -------------- |
| 1     | Türkei     | Yıldız Aras    |
| 2     | Frankreich | Nathalie Leroy |
| 3     | Japan      | Eri Fujioka    |
| 3     | Italien    | Roberta Minet  |

| Platz | Staat                                                  |
| ----- | ------------------------------------------------------ |
| 1     | Frankreich                                             |
| 2     | Deutschland (Azadi, Haubold, Horn, Chaabo, Nitschmann) |
| 3     | Spanien                                                |
| 3     | Vereinigtes Königreich                                 |

| Platz | Staat      |
| ----- | ---------- |
| 1     | Frankreich |
| 2     | Spanien    |
| 3     | Japan      |
| 3     | Türkei     |